# Cystorchis appendiculata
Cystorchis appendiculata är en orkidéart som beskrevs av Johannes Jacobus Smith. Cystorchis appendiculata ingår i släktet Cystorchis, och familjen orkidéer. Inga underarter finns listade i Catalogue of Life.